# Сантьяго Моралес
Сантьяго Моралес Алонсо (ісп. Santiago Morales Alonso; нар. 20 листопада 1951, Ла-Альдеа-де-Сан-Ніколас, Гран-Канарія, Канарські острови — пом. 26 листопада 2005) — іспанський борець вільного та греко-римського стилів і самбіст, чемпіон та бронзовий призер Середземноморських ігор, учасник Олімпійських ігор у змаганнях з вільної боротьби, дворазовий срібний та бронзовий призер чемпіонатів світу, срібний та дворазовий бронзовий призер чемпіонатів Європи із самбо.

## Життєпис
Неодноразовий чемпіон Іспанії з вільної боротьби, греко-римської боротьби, самбо та канарської боротьби.
В Іспанії проводиться Міжнародний Турнір з 4 видів боротьби (канарська боротьба, греплінг, самбо, вільна боротьба) «Меморіал Сантьяго Моралеса».
Президент мадридської Федерації боротьби.

## Спортивні результати на міжнародних змаганнях

### Виступи на Олімпіадах
| Змагання                    | Збірна  | Вагова категорія          | Місце              |
| --------------------------- | ------- | ------------------------- | ------------------ |
| Літні Олімпійські ігри 1980 | Іспанія | вільна боротьба, до 82 кг | не вийшов із групи |

### Виступи на Чемпіонатах світу
| Змагання                      | Збірна  | Вагова категорія          | Місце  |
| ----------------------------- | ------- | ------------------------- | ------ |
| Чемпіонат світу із самбо 1974 | Іспанія | самбо, до 82 кг           | Срібло |
| Чемпіонат світу із самбо 1979 | Іспанія | вільна боротьба, до 90 кг | Бронза |
| Чемпіонат світу із самбо 1981 | Іспанія | самбо, до 100 кг          | Срібло |
| Чемпіонат світу із самбо 1982 | Іспанія | самбо, до 100 кг          | 4      |
| Чемпіонат світу із самбо 1983 | Іспанія | самбо, до 100 кг          | 5      |

### Виступи на Чемпіонатах Європи
| Змагання                         | Збірна  | Вагова категорія           | Місце  |
| -------------------------------- | ------- | -------------------------- | ------ |
| Чемпіонат Європи із самбо 1972   | Іспанія | самбо, до 82 кг            | Бронза |
| Чемпіонат Європи із самбо 1974   | Іспанія | самбо, до 82 кг            | Срібло |
| Чемпіонат Європи із самбо 1976   | Іспанія | самбо, до 82 кг            | Бронза |
| Чемпіонат Європи з боротьби 1978 | Іспанія | вільна боротьба, до 90 кг  | 10     |
| Чемпіонат Європи з боротьби 1980 | Іспанія | вільна боротьба, до 100 кг | 9      |

### Виступи на Середземноморських іграх
| Змагання                    | Збірна  | Вагова категорія                 | Місце  |
| --------------------------- | ------- | -------------------------------- | ------ |
| Середземноморські ігри 1975 | Іспанія | греко-римська боротьба, до 82 кг | 6      |
| Середземноморські ігри 1975 | Іспанія | вільна боротьба, до 82 кг        | 4      |
| Середземноморські ігри 1979 | Іспанія | вільна боротьба, до 100 кг       | Золото |
| Середземноморські ігри 1983 | Іспанія | вільна боротьба, до 100 кг       | Бронза |
| Середземноморські ігри 1987 | Іспанія | вільна боротьба, до 100 кг       | 5      |